# Carmelo Palella
Carmelo Palella (Casalvecchio Siculo, 1898 – Sopena, 23 agosto 1937) è stato un militare italiano, decorato con la medaglia d'oro al valor militare alla memoria nel corso della guerra di Spagna.

## Biografia
Nacque a Casalvecchio Siculo, provincia di Messina, nel 1898, figlio di Giuseppe e Domenica Palella. Lavorava come bracciante agricolo, quando fu arruolato nel Regio Esercito in piena prima guerra mondiale prestando servizio dal giugno all'ottobre 1917 con il 69º Reggimento fanteria "Sirte", poi con l’8º Reggimento fanteria di marcia ed infine con il 282º Reggimento fanteria "Foggia". Assegnato al 29º Reggimento fanteria "Pisa", fu inviato in Libia nell'aprile 1919. Dopo circa un anno di servizio militare in colonia presso il 1º Reggimento coloniale, rientrò al suo deposito a Messina e fu posto in congedo nel marzo 1920. Richiamato in servizio attivo a domanda nel 1937 partì volontario per la guerra di Spagna, incorporato nella 4ª Compagnia del I Battaglione mitraglieri della 4ª Divisione fanteria "Littorio". Cadde in combattimento a Sopena il 23 agosto 1937, e fu decorato con la medaglia d'oro al valor militare alla memoria.

### Fonti
1. ↑  Gruppo Medaglie d'Oro al Valore Militare 1965, p. 244.
2. 1 2 3 4 5 6  Combattenti Liberazione.
3. ↑   Medaglia d'oro al valor militare Palella, Carmelo, su quirinale.it, Quirinale. URL consultato l'11 febbraio 2023.
4. ↑  Registrato alla Corte dei conti lì 25 gennaio 1938, guerra,  registro n. 2, foglio 221.